# Mateo Retegui
Mateo Retegui, född 29 april 1999, är en argentinsk-italiensk fotbollsspelare som spelar för Atalanta i Serie A. Han representerar även det italienska landslaget.

## Karriär
Retegui föddes i San Fernando i Argentina, med italienskt medborgarskap. Han kom fram genom fotbollsakademierna i River Plate och sedan Boca Juniors, där han gjorde sin seniordebut i november 2018.
Retegui lånades ut i perioder till Estudiantes, Talleres och sedan Club Atletico Tigre, där han gjorde 35 mål på 70 matcher mellan 2022 och 2023.
Sommaren 2023 flyttade han till Genoa, där han snabbt gjorde avtryck, med ett mål direkt i sin första match (Coppa Italia mot Modena). Han avslutade sin första säsong i Italien med 9 mål och 3 assist på sina 31 framträdanden i Serie A och Coppa Italia.
Retegui gjorde sin debut i italienska landslaget den 23 mars 2023, i kvalmatchen till EM 2024 mot England. Efter att ha gjort flera mål i landslaget kallades han in till Italiens trupp till EM 2024.